# Tvillingsøer
Tvillingsøer är en sjö i Ivittuut på Grönland.